# میل گپ (ویرجینیا)
میل گپ (به انگلیسی: Mill Gap) یک منطقهٔ مسکونی در ایالات متحده آمریکا است که در شهرستان هایلند، ویرجینیا واقع شده‌است. میل گپ ۷۷۲٫۰۷ متر بالاتر از سطح دریا قرار دارد.